# Polish International 2000
Die Polish International 2000 im Badminton fanden vom 22. bis zum 26. März 2000 in Spała statt. Das Preisgeld betrug 30.000 US-Dollar. Das Turnier hatte damit einen Ein-Sterne-Status im Grand Prix.

## Austragungsort
- Olympic Sports Centre

## Medaillengewinner
| Disziplin    | Gold                          | Silber                                   | Bronze                         |
| ------------ | ----------------------------- | ---------------------------------------- | ------------------------------ |
| Herreneinzel | Vladislav Druzchenko          | Richard Vaughan                          | Martin Hagberg                 |
| Herreneinzel | Vladislav Druzchenko          | Richard Vaughan                          | Rasmus Wengberg                |
| Dameneinzel  | Takako Ida                    | Elena Nozdran                            | Karolina Ericsson              |
| Dameneinzel  | Takako Ida                    | Elena Nozdran                            | Wong Miew Kheng                |
| Herrendoppel | Chang Kim Wai Hong Chieng Hun | Mihail Popov Svetoslav Stoyanov          | Peter Jeffrey David Lindley    |
| Herrendoppel | Chang Kim Wai Hong Chieng Hun | Mihail Popov Svetoslav Stoyanov          | Michał Łogosz Robert Mateusiak |
| Damendoppel  | Yoshiko Iwata Haruko Matsuda  | Britta Andersen Lene Mørk                | Joanne Davies Sarah Hardaker   |
| Damendoppel  | Yoshiko Iwata Haruko Matsuda  | Britta Andersen Lene Mørk                | Satomi Igawa Hiroko Nagamine   |
| Mixed        | Chen Qiqiu Chen Lin           | Vladislav Druzchenko Victoria Evtushenko | James Anderson Sara Sankey     |
| Mixed        | Chen Qiqiu Chen Lin           | Vladislav Druzchenko Victoria Evtushenko | Pang Cheh Chang Lim Pek Siah   |